# Інтернаціоналізм (політика)
Інтернаціоналізм (від лат. inter — «між» і natio — «народ», «нація») — це політичний рух, який прагне створити співпрацю націй. Виступає за посилення економічної та політичної взаємодії між країнами, що вважається корисним для всіх партій. Попри це, кожна країна зазвичай, як і раніше, зберігає певний ступінь незалежності, і санкції проти учасників можуть бути прийняті лише після взаємної консультації. Визначення «інтернаціоналізм» увів в обіг англійський соціолог Джеремі Бентам (1780), котрий органічно вписав ідею солідарності у теорію досягнення загальної користі, добра та щастя.
Це поширений наприкінці 19 та у 20 ст. різновид ідеї вселюдської солідарності, що ґрунтувався на умоглядному перебільшенні спільності економічних і соціальних інтересів пригноблених верств населення різних країн, а також побудована на ньому відповідна система світогляду. Сутність «інтернаціоналізму» неодноразово викривляли, та ним вдало маніпулювали різні нацистські режими, поєднуючи його з ідеєю «арійської вищої раси», і зараховували до «справжніх інтернаціоналістів» себе та лише ті чи інші підкорені й задурені народи.

## Походження
У Великій Британії 19 століття, існувала ліберальна інтернаціоналістична лінія політичної думки, втілена Річардом Кобденом і Джоном Брайтом. Кобден і Брайт були проти протекціоністських Хлібних законів, і під час промови в Ковент-Гарден 28 вересня 1843 року, Кобден виклав власний утопійний вигляд інтернаціоналізму: 
Безкоштовний обмін! Що це таке? Чому… руйнуємо перешкоди, що розділяють нації; ті перепони, за якими ховаються почуття пихатості, помсти, ненависті і ревнощів, які раз у раз вириваються за межі своїх кордонів і заливають кров'ю цілі країни. 
Кобден вважав, що вільна торгівля умиротворює світ завдяки взаємозалежності — ідея, яка також висловлена Адамом Смітом в його «Багатстві народів» і загальна для багатьох лібералів того часу.

Прапор Організації Об'єднаних Націй, провідної міжнародної організації в світі і прихильника інтернаціоналізму.

Віра в ідею морального закону і вроджену доброту людської природи, також надихнула їх віру в інтернаціоналізм.
Ці ліберальні концепції інтернаціоналізму на той час, зазнали різкої критики з боку соціалістів і радикалів, які вказували на зв'язок між глобальною економічною конкуренцією й імперіалізмом і вважали це суперництво основною причиною світового конфлікту. Однією з перших міжнародних організацій світу, була Міжнародна асоціація робітників, створена в Лондоні 1864 року політичними активістами соціалістів і комуністів з робітничого класу (в тому числі Карл Маркс). Звана Першим Інтернаціоналом, організація була призначена просуванню політичних інтересів робітничого класу крізь національні кордони і перебувала в прямій ідеологічній протидії з течіями ліберального інтернаціоналізму, котрі виступали за вільну торгівлю та капіталізм, як засоби досягнення миру і взаємозалежності в усьому світі.
Серед інших міжнародних організацій, були Міжпарламентський союз, створений 1889 року Фредеріком Пасі з Франції та Вільямом Рендалом Кремером з Великої Британії, та Ліга Націй, яка була утворена після Першої світової війни. Перша з них передбачалася як постійний форум для політичних багатосторонніх переговорів, тоді як остання була спробою вирішити світові проблеми безпеки, за допомогою міжнародного арбітражу та діалогу.
Дж. А. Хобсон, гладстонський ліберал, який після Великої війни став соціалістом, передбачав у власній книзі «Імперіалізм» (1902) зростання впливу міжнародних судів та конгресів, які як сподівалося врегулюють міжнародні суперечки між народами мирним шляхом. Сер Ральф Енджелл у власній праці «Велика ілюзія» (1910) стверджував, що світ об'єднують торгівля, фінанси, промисловість та зв'язок, і через це націоналізм є анахронізмом та що війна не принесе користі нікому, хто до неї залучений, а призведе лише до занепаду.
Лорд Лотіан був інтернаціоналістом та імперіалістом, який у грудні 1914 року, розраховував на «добровільну федерацію вільних цивілізованих націй, яка нарешті винищить привид конкурентних озброєнь і дасть міцний мир людству».
У вересні 1915 року він вважав, що Британська імперія, є «чудовим прикладом світової Співдружності».
Інтернаціоналізм втілився у Великій Британії шляхом схвалення Ліги Націй такими людьми, як Гілберт Мюррей. Ліберальна партія та Лейбористська партія, мали видатних членів-інтернаціоналістів, таких як прем'єр-міністр лейбористів Рамсей Макдональд, який вважав, що «наша справжня національність — людство».

## Різновиди інтернаціоналізму
Існують різні варіанти інтернаціоналізму: традиційні — пролетарський інтернаціоналізм, соціалістичний інтернаціоналізм; новітні — релігійний інтернаціоналізм, космополітичний інтернаціоналізм, фінансовий інтернаціоналізм, російський супернаціоналізм. Сучасні дослідники інтернаціоналізму, пропонують розглядати інтернаціоналізм як будову, яка практично не має стосунку до реального життя, а є ідеологічним фантомом.

## Напрямок інтернаціоналізму

### Лівий

#### Пролетарський інтернаціоналізм
У вужчому, політичному розумінні — розумова модель зміни наявної несправедливої конфігурації геополітичних сил, шляхом одночасних революційних виступів трудових мас у різних країнах, задля побудови нових справедливих міжнародних і міждержавних відносин Пролетарський інтернаціоналізм — суспільно-політичні погляди та течії, протилежні націоналізму. Пролетарський інтернаціоналізм так би мовити, невід'ємно веде до «братства народів».

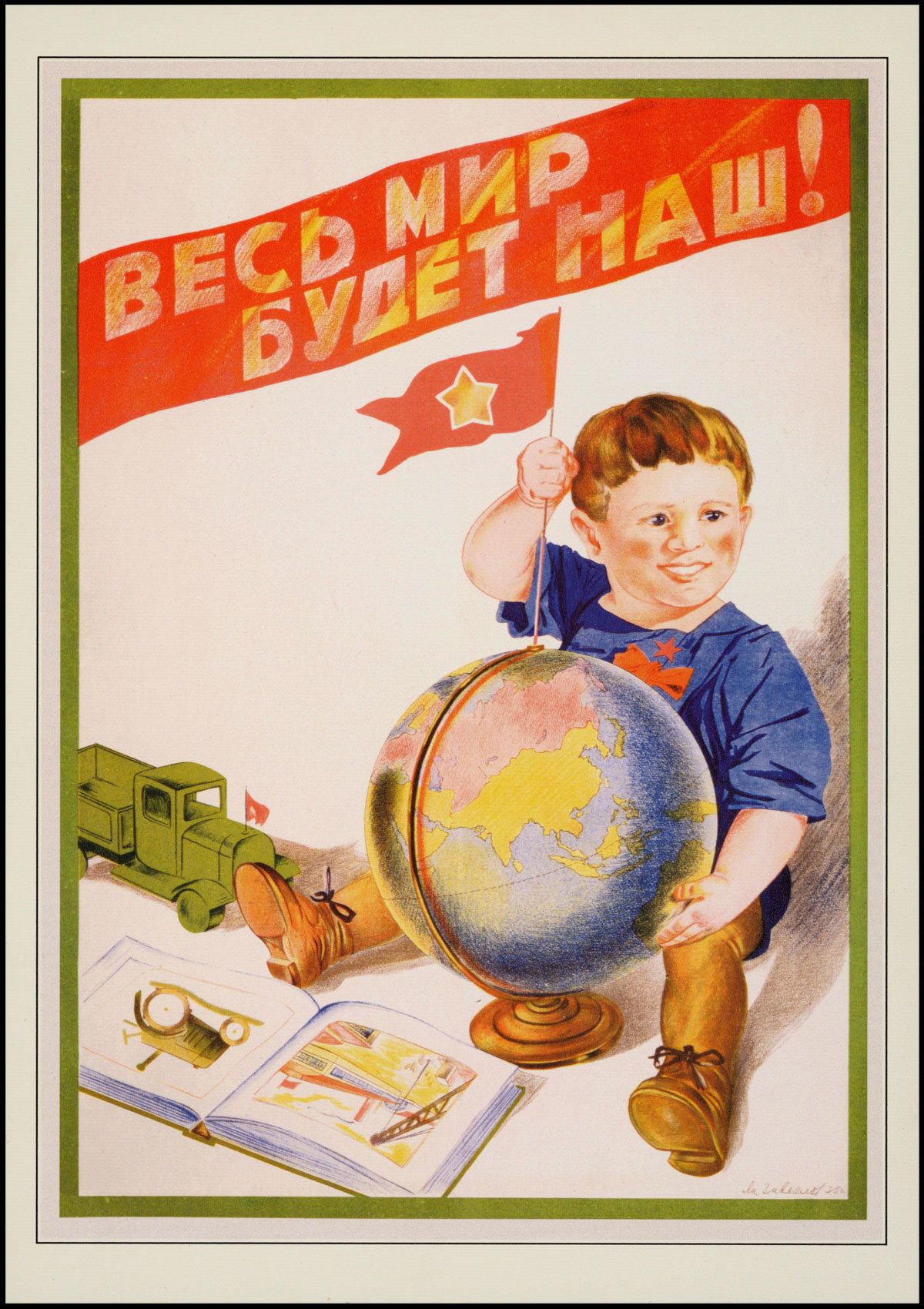
Плакат сталінських часів із написом «Весь світ буде наш!»

Ідея солідарності від середини 19 ст. була взята на озброєння прибічниками марксизму, які перетворили її на політичну доктрину пролетарського інтернаціоналізму  — солідарної боротьби робітників усіх країн Світу за власні права. Гасло «Пролетарі всіх країн, єднайтеся!», проголошене у «Маніфесті Комуністичної партії», за тогочасних умов розвитку капіталізму, було використане як дієвий засіб соціальної мобілізації, а також заохочувало створення соціал-демократичних і комуністичних партій у різних країнах та сприяло узгодженню їхніх політичних виступів
У марксистській соціально-класовій концепції, був проголошений Пролетарський інтернаціоналізм (синонім: міжнародний соціалізм). Концепція заснована на уявленні, що капіталізм в «епоху імперіалізму» є глобальною системою, отже робітничий клас повинен діяти як світовий клас, якщо цей клас хоче перемогти його. Робітники повинні боротися на знак солідарності зі своїми колегами в інших країнах на основі загальних інтересів класу. Теоретичне обґрунтування та практичне втілення, пролетарський інтернаціоналізм знайшов в ідеології марксизму-ленінізму, яка була панівною в СРСР. Пролетарський інтернаціоналізм проголошувався основним чинником формування зовнішньої політики соціалістичних держав-сателітів СРСР. До того-ж СРСР зазначався як «світовий лідер», «полюс», «великий радянський народ (нова спільність)» тощо, тобто інтернаціоналізм у пропаганді легко підмінювався на слабко-приховані нацистські гасла панівної нації (російського народу) або соціальної групи (комуністичної номенклатури, «слуг народу», тощо).
Стрижневим принципом пролетарського інтернаціоналізму є переважання класових інтересів над національними, саме тому він є антагоністичним до націоналізму. Націоналізм розглядався як «буржуазний», адже суперечив комуністичній ідеології і тому вважався ворожим. Виходячи із марксистських уявлень про поділ суспільства на класи, пролетарський інтернаціоналізм — солідарність пролетарів, що випливає із спільності їх інтересів, незалежно від країни або нації, до якої вони належать.
Пролетарський інтернаціоналізм — міжнаціональна та міжнародна єдність робітників і всіх трудящих у боротьбі за перемогу соціалістичної (світової) революції, побудову соціалізму та комунізму; один з найважливіших принципів комуністичного та робітничою руху. Пролетарський інтернаціоналізм протистоїть буржуазному націоналізму, великодержавному шовінізму, космополітизму, расизму та виник з появою наукового комунізму та є невід'ємною частиною марксизму-ленінізму. Теоретичні обґрунтування і відправні положення пролетарського інтернаціоналізму, вироблені вождями світового пролетаріату К. Марксом, Ф. Енгельсом, В. Леніним (Ульяновим). Основу становлять спільність класових інтересів пролетаріату, трудящих мас незалежно від того, в якій країні вони живуть і до якої національності належать, спільність кінцевої мети робітничого класу — перемога комунізму, потреба протиставити міжнародному об'єднанню і взаємній підтримці капіталістів різних країн, міжнародну солідарність трудящих.

###### Комуністичний Інтернаціонал
1914 року, більша частина соціал-демократів (в тому числі II Інтернаціонал) підтримала власні уряди в Першій світовій війні і встала на націоналістичні позиції; меншість відкидала «імперіалістичну війну», розглядаючи її як зіткнення між імперіалістами, яке не залежить від інтересів трудящих, а також як зручний привід («війна між Австрією та Росією була б корисна» — Ленін) для революції і встановлення диктатури пролетаріату. Згодом прихильники цієї лінії (що прийшли в жовтні 1917 до влади в РРФСР) стали називати себе не соціал-демократами, а комуністами.
Комуністичний Інтернаціонал, також відомий як Комінтерн або Третій Інтернаціонал, було утворено 1919 року після жовтневого перевороту в РРФСР, по закінченню Першої світової війни і розпуску Другого Інтернаціоналу. Це було об'єднання комуністичних політичних партій з усього світу, прихильних пролетарському інтернаціоналізму і революційному поваленню світової буржуазії. У Маніфесті Комуністичного Інтернаціоналу, написаному Л. Троцьким (Бронштейном), політичне спрямування Комінтерну окреслюється як: «проти імперіалістичного варварства, проти монархії, проти привілейованих станів, проти буржуазної держави та буржуазної власності, проти всіх видів і форм класової чи національної приналежності, пригнічення». Розпущений ІІІ Інтернаціонал, 1943 року.

## Приклади міжнародних організацій
- Ліга Націй
- Benelux
- Комінформ
- Організація Об'єднаних Націй
- НАТО
- Поштовий союз
- Міжнародна організація праці
- Комінтерн
- Комуністичний Інтернаціонал
- Варшавський договір
- Соціалістичний інтернаціонал

## Приклади змішаних форм із наднаціональними організаціями
- Європейський Союз
- Міжнародний олімпійський комітет